# Университет Западной Англии
Университет Западной Англии (англ. University of the West of England англ. UWE Bristol) — статус британского университета имеет с 1992 года. Расположен в Бристоле, графство Глостершир, Великобритании. Ранее, с 1970 года назывался Бристольский политехнический институт (англ. Bristol Polytechnic); до того, с 1894 года, имел название — Технический колледж купцов-предпринимателей (англ. Merchant Venturers Technical College). Ведёт свою историю от основания города моряками-торговцами и создания в 1595 году Навигационной школы купцов-предпринимателей (англ. Merchant Venturers Navigation School).
На текущее время в нем обучается около 30 000 студентов, работает 3 000 человек. Крупнейший университет Бристоля.

## Факультеты

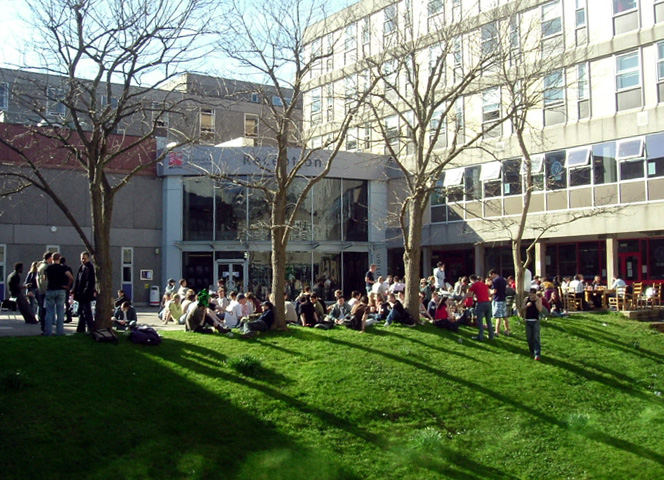
Студенты университета перед коллегией адвокатов студенческого союза

Университет разделен на факультеты, а затем на школы:
- Факультет прикладных наук (французский кампус)
  - Школа биомедицинских наук
  - Школа биологических наук
  - Школа экологических и междисциплинарных наук
  - Школа гуманитарных и аналитических наук
  - Школа психологии
- Бристольская школа искусства, медиа и дизайна (кампус Бауэр-Эштон)
  - Школа коммуникационного дизайна и медиа
  - Школа дизайна и прикладного искусства
  - Школа изящных искусств
  - Школа фундаментальных исследований
- Бристольская школа бизнеса (французский кампус)
  - Школа бухгалтерского учета и финансов
  - Школа управления человеческими ресурсами
  - Школа маркетинга
  - Школа организационных исследований
  - Школа операций и управления информацией
  - Школа стратегии и международного бизнеса
  - Школа экономики
- Факультет искусственной среды " (французский кампус)
  - Школа гражданского строительства
  - Школа экономики строительства, менеджмента и инженерии
  - Школа географии и экологического менеджмента
  - Школа жилищного строительства и городских исследований
  - Школа управления землей и недвижимостью
  - Школа планирования и архитектуры
- Факультет вычислительной техники, инженерных и математических наук (французский кампус)
  - Школа компьютерных наук
  - Школа информационных систем
  - Школа машиностроения, производства и аэрокосмической техники
  - Школа вычислительной техники и электротехники
  - Школа математических наук
- Педагогический факультет (французский кампус)
- Факультет здравоохранения и социального обеспечения (кампус Гленсайд)
  - Школа медсестер для взрослых
  - Школа смежных медицинских профессий
  - Школа здравоохранения, общественных и политических исследований
  - Школа здоровья матери и ребенка
  - Школа психического здоровья и неспособности к обучению
- Факультет гуманитарных, языковых и социальных наук (кампус Святого Матиаса и кампус Френчай)
  - Школа медиа и культурологии
  - Школа английского языка и драмы
  - Школа истории
  - Школа языков, лингвистики и регионоведения
  - Школа политики
  - Школа социологии
- Юридический факультет (французский кампус)